# Burg Lotenberg
Die Burg Lotenberg ist eine abgegangene Höhenburg auf der höchsten Stelle (490 m ü. NN) des Lotenbergs bei Eschenbach im Landkreis Göppingen in Baden-Württemberg.

## Geschichte
Die Burg wurde von den Herzögen von Teck vermutlich im 13. Jahrhundert als „Amtsburg“ erbaut. Um 1270 wird erstmals ihr Dienstmann Eberhard nach Lotenberg benannt. 1321 verkauften die Herzöge von Teck Lotenberg – und damit auch die Burg – mit anderen Gütern und Rechten an Graf Eberhard I. von Württemberg. Bereits 1535 wird die Anlage als Burgstall bezeichnet.

## Baubeschreibung.
An die ehemalige Burgbebauung erinnern noch die heutige Häusergruppe und sichtbare Grabenanlagen. Der Burghügel mit einem Durchmesser von 60 m und mit einer Höhe von etwa 4 m war auf drei Seiten durch Wall und Graben geschützt. Auf der westlichen Seite wird eine Zwingeranlage vermutet. Die Oberamtsbeschreibung Göppingen von 1844 berichtet, man hätte "erst kürzlich bedeutende Grundmauern ausgegraben".